# Vaux-sur-Saint-Urbain
Vaux-sur-Saint-Urbain är en kommun i departementet Haute-Marne i regionen Grand Est (tidigare regionen Champagne-Ardenne) i nordöstra Frankrike. Kommunen ligger i kantonen Doulaincourt-Saucourt som tillhör arrondissementet Saint-Dizier. År 2022 hade Vaux-sur-Saint-Urbain 56 invånare.

## Befolkningsutveckling
Antalet invånare i kommunen Vaux-sur-Saint-Urbain
| Referens: INSEE |